# Marc Berthod
Marc Berthod (ur. 24 listopada 1983 w Sankt Moritz) – szwajcarski narciarz alpejski, dwukrotny medalista mistrzostw świata i trzykrotny medalista mistrzostw świata juniorów.

## Kariera
Po raz pierwszy na arenie międzynarodowej pojawił się 3 grudnia 1998 roku w Zermatt, gdzie w zawodach FIS Race zajął 43. miejsce w gigancie. W 2002 roku wystartował na mistrzostwach świata juniorów w Tarvisio, zdobywając srebrny medal w slalomie. Na rozgrywanych rok później mistrzostwach świata juniorów w Briançonnais zwyciężył w tej samej konkurencji, a w zjeździe był trzeci.
W zawodach Pucharu Świata zadebiutował 4 stycznia 2003 roku w Kranjskiej Gorze, gdzie nie ukończył giganta. Pierwsze pucharowe punkty wywalczył 11 stycznia 2005 roku w Adelboden, zajmując siódme miejsce w tej samej konkurencji. Na podium zawodów tego cyklu po raz pierwszy stanął 30 listopada 2006 roku w Beaver Creek, kończąc superkombinację na drugiej pozycji. W zawodach tych rozdzielił Norwega Aksela Lunda Svindala i Austriaka Rainera Schönfeldera. Łącznie pięć razy stawał na podium, odnosząc dwa zwycięstwa: 7 stycznia 2007 roku w Adelboden i 5 stycznia 2008 roku w tej samej miejscowości wygrywał slalomy. Pierwsze zwycięstwo odniósł, awansując z 27. miejsca, które zajmował po pierwszym przejeździe. Najlepsze wyniki osiągnął w sezonie 2006/2007, kiedy zajął ósme miejsce w klasyfikacji generalnej, a w klasyfikacji kombinacji był drugi.
W 2003 roku wystąpił na mistrzostwach świata w Sankt Moritz, zajmując 25. miejsce w kombinacji. Jeszcze pięciokrotnie startował na imprezach tego cyklu, najlepsze wyniki osiągając podczas mistrzostw świata w Åre w 2007 roku, gdzie zdobył dwa medale. Najpierw zajął trzecie miejsce w superkombinacji, w której lepsi byli jedynie jego rodak, Daniel Albrecht oraz Austriak Benjamin Raich. Następnie wspólnie z kolegami i koleżankami z reprezentacji zajął również trzecie miejsce w zawodach drużynowych. W 2006 roku wystartował na igrzyskach olimpijskich w Turynie, gdzie jego najlepszym wynikiem było siódme miejsce w kombinacji. Brał też udział w igrzyskach w Vancouver cztery lata później, gdzie w gigancie zajął 29. miejsce, a rywalizacji w slalomie nie ukończył.

## Osiągnięcia

### Igrzyska olimpijskie
| Miejsce | Dzień     | Rok  | Miejscowość | Konkurencja | Czas zawodów | Strata | Zwycięzca        |
| ------- | --------- | ---- | ----------- | ----------- | ------------ | ------ | ---------------- |
| 7.      | 14 lutego | 2006 | Turyn       | Kombinacja  | 3:09,35      | +1,87  | Ted Ligety       |
| 17.     | 20 lutego | 2006 | Turyn       | Gigant      | 2:35,00      | +3,25  | Benjamin Raich   |
| 14.     | 25 lutego | 2006 | Turyn       | Slalom      | 1:44,18      | +2,86  | Benjamin Raich   |
| 29.     | 23 lutego | 2010 | Vancouver   | Gigant      | 2:37,83      | +4,27  | Carlo Janka      |
| DNF1    | 27 lutego | 2010 | Vancouver   | Slalom      | 1:39,76      | -      | Giuliano Razzoli |

### Mistrzostwa świata
| Miejsce | Dzień     | Rok  | Miejscowość  | Konkurencja     | Czas biegu | Strata  | Zwycięzca          |
| ------- | --------- | ---- | ------------ | --------------- | ---------- | ------- | ------------------ |
| 25.     | 6 lutego  | 2003 | Sankt Moritz | Kombinacja      | 3:18,41    | +9,62   | Bode Miller        |
| DNF1    | 16 lutego | 2003 | Sankt Moritz | Slalom          | 2:45,93    | -       | Ivica Kostelić     |
| DNF     | 3 lutego  | 2005 | Bormio       | Kombinacja      | 3:19,10    | –       | Benjamin Raich     |
| DNF1    | 9 lutego  | 2005 | Bormio       | Gigant          | 2:50,41    | -       | Hermann Maier      |
| DNF2    | 12 lutego | 2005 | Bormio       | Slalom          | 1:41,34    | -       | Benjamin Raich     |
| 3.      | 8 lutego  | 2007 | Åre          | Superkombinacja | 2:28,99    | +0,24   | Daniel Albrecht    |
| 11.     | 14 lutego | 2007 | Åre          | Gigant          | 2:19,64    | +1,72   | Aksel Lund Svindal |
| DNF1    | 17 lutego | 2007 | Åre          | Slalom          | 1:57,33    | -       | Mario Matt         |
| 3.      | 18 lutego | 2007 | Åre          | Drużynowo       | 18 pkt     | +21 pkt | Austria            |
| 10.     | 13 lutego | 2009 | Val d’Isère  | Gigant          | 2:18,82    | +1,94   | Carlo Janka        |
| DNF1    | 15 lutego | 2009 | Val d’Isère  | Slalom          | 1:44,17    | -       | Manfred Pranger    |
| 21.     | 18 lutego | 2011 | Ga-Pa        | Gigant          | 2:10,56    | +2,02   | Ted Ligety         |
| 25.     | 11 lutego | 2013 | Schladming   | Superkombinacja | 2:56,96    | +16,29  | Ted Ligety         |
| DNF1    | 15 lutego | 2013 | Schladming   | Gigant          | 2:34,72    | -       | Ted Ligety         |

### Mistrzostwa świata juniorów
| Miejsce | Dzień   | Rok  | Miejscowość  | Konkurencja | Czas biegu | Strata | Zwycięzca                      |
| ------- | ------- | ---- | ------------ | ----------- | ---------- | ------ | ------------------------------ |
| 2.      | 2 marca | 2002 | Tarvisio     | Slalom      | 1:30,46    | +0,27  | Steven Nyman                   |
| 3.      | 4 marca | 2003 | Briançonnais | Zjazd       | 1:09,49    | +0,36  | Daniel Albrecht                |
| 6.      | 5 marca | 2003 | Briançonnais | Supergigant | 1:17,10    | +0,66  | François Bourque               |
| 1.      | 7 marca | 2003 | Briançonnais | Gigant      | 2:02,72    | -      | Mario Scheiber Daniel Albrecht |
| 1.      | 8 marca | 2003 | Briançonnais | Slalom      | 1:33,74    | -      | -                              |

### Puchar Świata

#### Miejsca w klasyfikacji generalnej
- sezon 2004/2005: 97.
- sezon 2005/2006: 71.
- sezon 2006/2007: 8.
- sezon 2007/2008: 21.
- sezon 2008/2009: 62.
- sezon 2009/2010: 63.
- sezon 2010/2011: 61.
- sezon 2011/2012: 106.
- sezon 2012/2013: 89.
- sezon 2013/2014: 112.
- sezon 2014/2015: 122.

#### Miejsca na podium w zawodach chronologicznie
1. Beaver Creek – 30 listopada 2006 (superkombinacja) – 2. miejsce
2. Adelboden – 7 stycznia 2007 (slalom) – 1. miejsce
3. Wengen – 14 stycznia 2007 (superkombinacja) – 2. miejsce
4. Alta Badia – 16 grudnia 2007 (gigant) – 3. miejsce
5. Adelboden – 5 stycznia 2008 (gigant) – 1. miejsce